# Thyridosmylus langii
Thyridosmylus langii är en insektsart som först beskrevs av Robert McLachlan 1870. Arten ingår i släktet Thyridosmylus och familjen vattenrovsländor.
Arten delas upp i två underarter:
- Thyridosmylus langii langii
- Thyridosmylus langii angustus